# موجود (فیلم ۱۹۸۲)
موجود (به انگلیسی: The Thing) فیلمی آمریکایی در ژانر علمی-تخیلی و ترسناک به کارگردانی جان کارپنتر از کارگردانان مشهور ژانر وحشت و نویسندگی بیل لنکستر و محصول سال ۱۹۸۲ میلادی است. فیلم در زمان اکران با بی‌توجهی منتقدان رو به رو شد و بسیاری آن را تقلیدی ناشیانه از فیلم بیگانه ساخته ریدلی اسکات دانستند اما پس از سالها کم‌کم نظر بینندگان به این فیلم جذب و این فیلم تبدیل به یکی از تأثیرگذارترین فیلم‌های ژانر شد. در سال ۲۰۱۱ پیش درآمد این فیلم ساخته شد.

## داستان
کارکنان پایگاه تحقیقاتی آمریکایی در قطب جنوب، با گونه‌ای موجود فضایی روبرو می‌شوند که در واقع مانند انگل بدن موجودات زنده دیگر را آلوده می‌کند و در آن پنهان می‌شود و زمانی که لو می‌رود، کالبد جسمانی قربانیان خود را به گونه‌ای ترسناک و خونخوار تغییر شکل می‌دهد. اکنون کارکنان پایگاه برای پاکسازی و یافتن اینکه چه کسی آلوده است، درگیر چالش‌های مرموز و غیرمنتظره‌ای می‌شوند.